# Palibythus magnificus
Palibythus magnificus är en kräftdjursart som beskrevs av Davie 1990. Palibythus magnificus ingår i släktet Palibythus och familjen Synaxidae. IUCN kategoriserar arten globalt som otillräckligt studerad. Inga underarter finns listade i Catalogue of Life.